# Kunice u Lysic
Kunice (deutsch Kunitz) ist eine Gemeinde in Tschechien. Sie befindet sich vier Kilometer südwestlich von Kunštát und gehört zum Okres Blansko.

## Geographie

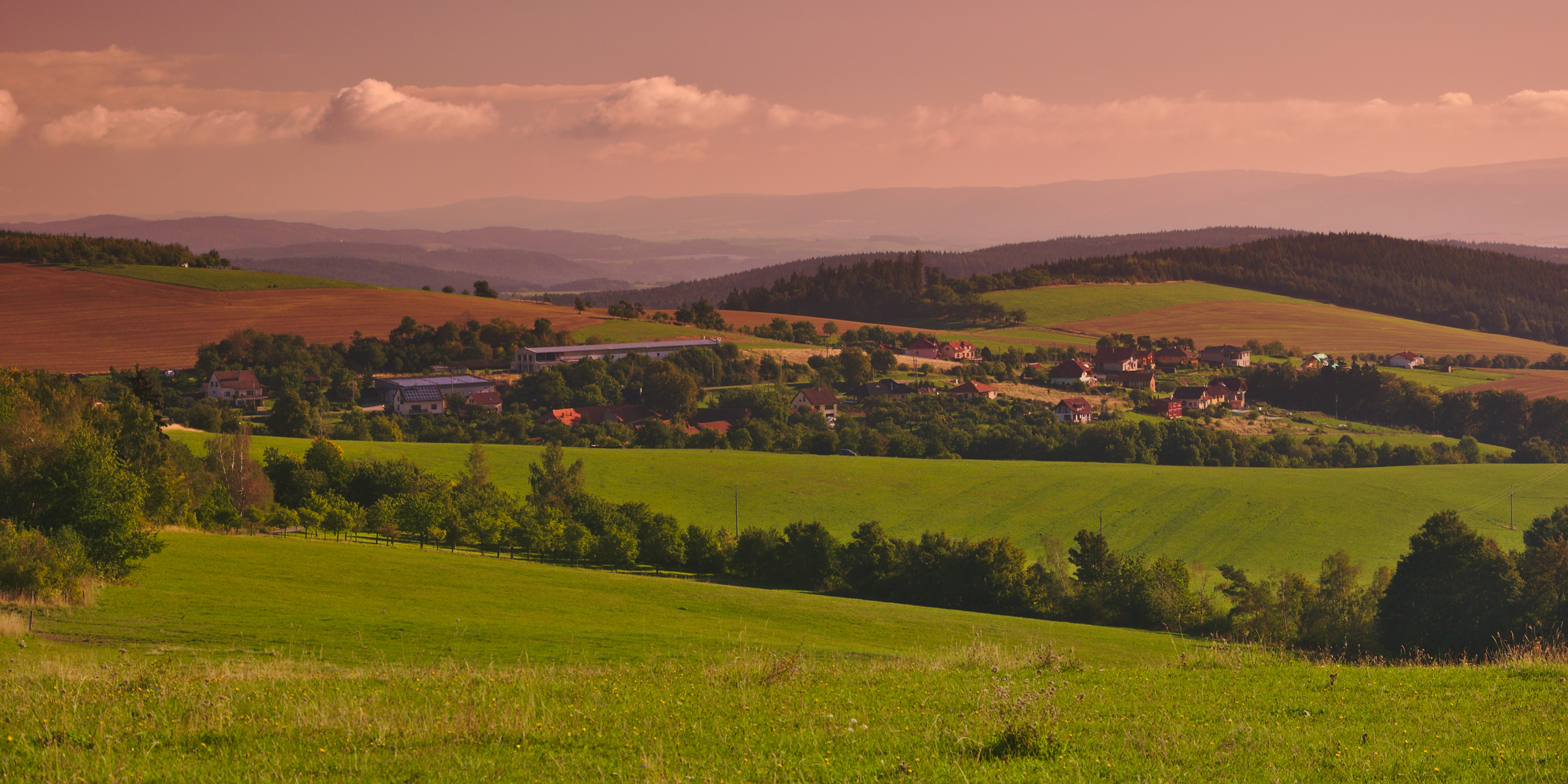
Ortsansicht von Kunice

Kunice befindet sich im östlichen Teil der Böhmisch-Mährischen Höhe am Dreieck der Naturparks Halasovo Kunštátsko, Svratecká hornatina und Lysicko. Das als Rundling angelegte Dorf liegt am südlichen Fuße des Záhoří (594 m) in der Quellmulde des Baches Drnovický potok. Nordöstlich erhebt sich der Kamínky (548 m), im Süden der Stráž bzw. Nivy (587 m) und westlich die Hersica (672 m).
Nachbarorte sind Touboř im Norden, Víska im Nordosten, Zbraslavec im Osten, Drnovice, Záoboří und Lysice im Südosten, Lhota u Lysic im Süden, Bedřichov und Brumov im Südwesten, Černovice im Westen sowie Tasovice und Hluboké u Kunštátu im Nordwesten.

## Geschichte
Die erste schriftliche Erwähnung stammt aus dem Jahre 1351, als Heralt von Kunstadt das Dorf an Sudek von Veselí überließ. 1353 kaufte Kuno von Kunstadt und Lysice Kunice und Lhota für seine fünf Söhne zurück. Infolge des Dreißigjährigen Krieges verödete das Dorf. 1675 waren von den 24 Häusern nur zehn bewohnt. Nachfolgend wuchs das Dorf an. Gepfarrt ist Kunice nach Bedřichov, zuvor gehörte das Dorf zu den Pfarren Kunštát und danach Drnovice. Angeblich sollte der Bau der Kirche in Kunice erfolgen, da jedoch der Richter das Grundstück nicht verkaufen wollte, wurde die Kirche 1785 schließlich in Bedřichov gebaut. Im Jahre 1790 hatte Kunice 140 Einwohner, 1843 waren es 235.
Nach der Aufhebung der Patrimonialherrschaften bildete Kunice ab 1850 zusammen mit Lhota eine Gemeinde in der Bezirkshauptmannschaft Boskovice. Bei einer Choleraepidemie verstarben in Kunice innerhalb von zwei Wochen 46 Menschen. 1868 trennten sich Kunice und Lhota und bildeten jeweils eigene Gemeinden. 1869 lebten in dem Dorf 266 Menschen. 1890 war die Einwohnerzahl auf 233 zurückgegangen. Bis 1899 war Bedřichov auch der Schulort. Die Verhandlungen über den Bau einer Schule in Kunice und derselbe dauerten von 1872 bis 1888.
Im Jahre 1930 hatte Kunice 197 Einwohner. Nach dem Ende des Zweiten Weltkrieges zogen 57 Bewohner von Kunice in die Grenzgebiete fort. Am 15. Juni 1952 wurde im Dorf der örtliche Vorsitzende der KSČ Josef Šafránek durch den Räuber und ehemaligen Partisanen Josef Matouš erschossen. Diese Tat wurde 1953 zum Anlass eines von der Státní bezpečnost und KSČ inszenierten Schauprozesses in Olešnice gemacht, bei dem der Bauer Josef Krejčí aus Kunice als angeblicher Anstifter der Mordes zum Tode verurteilt wurde. Hintergrund war die Durchsetzung der Zwangskollektivierung. Bei der Auflösung des Okres Boskovice wurde die Gemeinde mit Beginn des Jahres 1961 dem Okres Blansko zugeordnet. 1976 schloss die Schule von Kunice. Im selben Jahre erfolgte die Eingemeindung nach Lysice. Seit 1990 besteht die Gemeinde wieder.

## Sehenswürdigkeiten
- Kapelle der hl. Dreifaltigkeit, errichtet 1851, die Glocke war ein Geschenk der Herrschaft Lysice
- Sandsteinkreuz an der Kapelle, errichtet 1892 anstelle eines Holzkreuzes
- Steinkreuz am Weg nach Bedřichov, aufgestellt 1904
- Kastanienallee, gepflanzt 1898 anlässlich des 50. Thronjubiläums Kaiser Franz Josephs I.
- Reste der Burg Rychvald, südöstlich des Dorfes über dem Tal des Lysický potok